# Міжнародний комерційний арбітражний суд при Торгово-промисловій палаті України

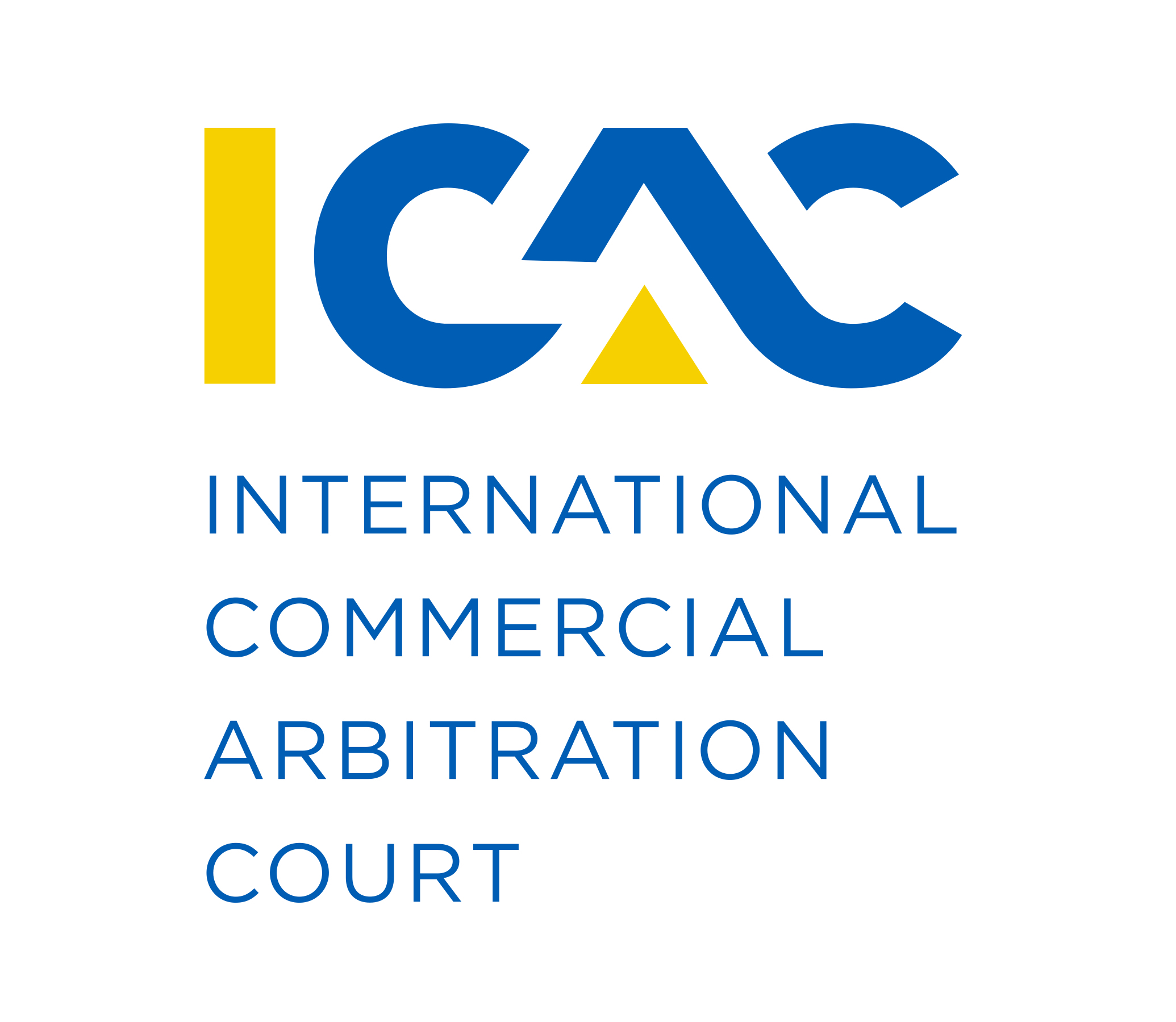
Логотип Міжнародного комерційного арбітражного суду при ТПП України

Міжнародний комерційний арбітражний суд при ТПП України (МКАС при ТПП України) (англ. International Commercial Arbitration Court at the Ukrainian Chamber of Commerce (ICAC)) — є самостійною постійно діючою арбітражною установою, що здійснює свою діяльність згідно з Законом України «Про міжнародний комерційний арбітраж» , яким затверджено Положення про нього.
Міжнародний комерційний арбітражний суд при Торгово-промисловій палаті України (ICAC) – за кількістю та ефективністю розгляду спорів одна з найавторитетніших інституцій Центральної та Східної Європи. ICAC включений у перелік організацій, які запрошуються на сесії ЮНСІТРАЛ та мають змогу висловити свою позицію з питань, що розглядаються Комісією ООН з права міжнародної торгівлі. Він є активним членом Міжнародної федерації арбітражних інститутів (IFCAI). ICAC названо серед фіналістів Global Arbitration Review – щорічної премії за внесок у розвиток арбітражу Best Developments Awards 2018.
З моменту заснування ICAC, тобто з 1992 року, здійснив розгляд близько 11 000 справ. Сторонами у справах ICAC щорічно є представники бізнесу в середньому з 50-55 країн .

## Правовий статус та арбітражне застереження
Правовий статус ICAC , включаючи його правосуб'єктність, компетенцію та організацію діяльності, визначається та регулюється
- Законом України «Про міжнародний комерційний арбітраж» від 24 лютого 1994 року;
- Положенням про Міжнародний комерційний арбітражний суд при Торгово-промисловій палаті України, що є Додатком 1 до зазначеного Закону;
- Регламентом Міжнародного комерційного арбітражного суду при Торгово-промисловій палаті України, затвердженим рішенням Президії Торогово-промислової палати України.

Арбітражне застереження 
«Усі спори, розбіжності чи вимоги, які виникають із цього договору або у зв’язку з ним, у тому числі щодо його укладення, тлумачення, виконання, порушення, припинення чи недійсності, підлягають вирішенню у Міжнародному комерційному арбітражному суді при Торгово-промисловій палаті України згідно з його Регламентом».
Сторони можуть також вказати матеріальне право, яким регулюватиметься їхній договір, визначити кількість арбітрів (один чи три), місце проведення та мову арбітражного розгляду.

## Компетенція
До ICAC можуть за угодою сторін передаватися на вирішення:
- спори з договірних та інших цивільно-правових відносин, які виникають при здійсненні зовнішньоторговельних та інших видів міжнародних економічних зв’язків, якщо комерційне підприємство хоча б однієї із сторін спору знаходиться за кордоном, а також:
- спори підприємств з іноземними інвестиціями i міжнародних об’єднань та організацій, створених на території України, між собою, спори між їх учасниками, а так само їх спори з іншими суб'єктами права України.

Зовнішньоекономічні відносини, спори з яких можуть бути передані на вирішення ICAC, стосуються, зокрема, відносин купівлі-продажу (поставки) товарів, виконання робіт, надання послуг, обміну товарами та/чи послугами, перевезення вантажів i пасажирів, торгового представництва i посередництва, оренди (лізингу), науково-технічного обміну, обміну іншими наслідками творчої діяльності, спорудження промислових та інших об’єктів, ліцензійних операцій, інвестицій, кредитно-розрахункових операцій, страхування, спільного підприємництва та інших форм промислової i підприємницької кооперації.

## Факти і цифри про ICAC
- Арбітри ICAC є провідними юристами з 35 країн світу, здатними розглядати спори будь-якої складності [5].
- ICAC розглядає виключно спори з іноземним елементом. Щорічно ICAC приймає до розгляду в середньому 300-600 справ.
- Вартість арбітражу в ICAC є конкурентнішою, ніж в арбітражних інституціях Центральної та Західної Європи [6].
- Приблизно 90% справ розглядаються у строк, що не перевищує півроку.
- В середньому лише 2,5% рішень ICAC оскаржуються, з них скасовується лише близько 1% рішень.
- Рішення ICAC успішно виконуються у понад 110 країнах світу

## Оновлений Регламент ICAC
З 01 січня 2018 р. набув чинності новий Регламент Міжнародного комерційного арбітражного суду при Торгово-промисловій палаті України (Регламент ICAC). Відповідно до положень статті 72 зазначеного Регламенту він застосовується до справ, прийнятих до провадження ICAC з 1 січня 2018 року. До справ, прийнятих до провадження ICAC до 1 січня 2018 року, застосовується Регламент ICAC 2007 року , якщо сторони не домовилися про інше.
Нова редакція Регламенту ICAC розроблена з урахуванням світових тенденцій в арбітражі та реформи процесуального законодавства України, а також зі збереженням власного виняткового досвіду вирішення спорів, що дозволяє ефективно вирішувати зовнішньоекономічні спори, віднесені до компетенції̈ ICAC.
Регламент ICAC забезпечує ідеальний баланс між автономією волі сторін та ефективним арбітражним розглядом. Положення Регламенту ICAC спрямовані на те, щоб зробити арбітражний розгляд більш швидким, економним та комфортним для сторін. Процедура зрозуміла настільки, що сторонам легко обійтися без зовнішніх юристів і вирішувати спір без юридичного представництва, значно заощаджуючи кошти.
Повний текст Регламенту ICAC доступний на сайті .

## Структура
Основу ICAC складають арбітри, які безпосередньо розглядають справи і приймають арбітражні рішення. Рекомендаційний список складається зі 125 арбітрів та об'єднує авторитетних науковців і практикуючих юристів з 35 країн світу, рекомендованих у сфері арбітражу авторитетними міжнародними рейтингами Chambers & Partners, Legal 500 та Who’s Who Legal.
Головою ICAC є Селівон Микола Федосович, заступниками Голови ICAC є Винокурова Людмила Федорівна та Ємельянова Інна Іванівна. Голова організовує діяльність ICAC, виконує функції, передбачені Регламентом, представляє ICAC в Україні та за кордоном. Функції заступників Голови визначаються Головою ICAC.
До складу Президії входять за посадою Голова ICAC та його заступники, а також сім членів – найавторитетніших арбітрів Рекомендаційного списку арбітрів ICAC, які призначаються Президією Торгово-промислової палати України за поданням Голови ICAC. 
Функції секретаря Президії ICAC виконує Генеральний секретар ICAC, який бере участь у засіданнях Президії з правом дорадчого голосу.
Президія ICAC: виконує функції, віднесені до її компетенції Регламентом, зокрема: аналізує та узагальнює арбітражну практику, у тому числі щодо застосування Регламенту ICAC; подає на затвердження Президії Торгово-промислової палати України Регламент ICAC та пропозиції щодо його зміни/доповнення; подає на затвердження Президії Торгово-промислової палати України Рекомендаційний список арбітрів ICAC та пропозиції щодо його зміни/доповнення; розглядає питання поширення інформації про діяльність ICAC та розвитку міжнародних зв’язків; розглядає інші питання діяльності ICAC.
Секретаріат ICAC виконує функції щодо забезпечення діяльності ICAC. Секретаріат очолює Генеральний секретар, який організовує діловодство і виконує інші передбачені Регламентом функції. Генеральним секретарем ICAC є Литвиненко Зоя Віталіївна.

## Міжнародні арбітражні читання пам’яті академіка І. Г. Побірченка
Міжнародні арбітражні читання пам’яті академіка І. Г. Побірченка – одна з найважливіших щорічних професійних конференцій у сфері міжнародного арбітражу у Східній Європі, організаторами якої є Міжнародний комерційній арбітражний суд при ТПП України .
Щороку Міжнародні арбітражні читання збирають близько 200 учасників із різних сфер: практикуючі юристи, арбітри, судді, представники бізнесу, науковці багатьох країн світу .  Важливість даного заходу для посилення проарбітражної політики України неодноразово підкреслювали представники влади та керівники провідних судових інституцій .

## Міжнародна співпраця
ICAC співпрацює з більшістю провідних арбітражних інститутів світу, зокрема уклав угоди про співпрацю з 18 інституціями: 
Арбітражним судом при Болгарській ТПП; Арбітражним судом при Господарській палаті Чехії та Аграрній палаті Чехії; Арбітражним судом при Польській господарській палаті; Арбітражним судом при ТПП Латвії; Арбітражним судом при ТПП Словаччини; Арбітражним судом при ТПП Угорщини; Арбітражною асоціацією Швейцарії (ASA); Бельгійським центром арбітражу та медіації CEPINA-CEPANI; Віденським міжнародним арбітражним центром Австрійської федеральної економічної палати; Грецькою Арбітражною Асоціацією; Зовнішньоторговельним арбітражем при Господарській палаті Македонії; Зовнішньоторговельним арбітражним судом Монгольської Торгово-промислової палати; Китайською міжнародною економічною і торгівельною арбітражною комісією (CIETAC); Корейським комерційним арбітражним судом; Міжнародним Третейським Судом при Торгово-промисловій палаті Киргизької Республіки; МКАС Азербайджану; МКАС при ТПП Румунії і Бухаресту; Постійно діючим Арбітражним судом при ТПП Словенії, а також між ТПП України та ТПП РФ укладено угоду про співпрацю в галузі комерційного арбітражу. 
ICAC також є членом авторитетних фахових асоціацій, зокрема Групи арбітражних інститутів Центральної та Східної Європи (CEEAG) при ICC, Міжнародної федерації арбітражних інститутів (IFCAI).

## Публікації
- «Новий Арбітражний регламент ICAC: ефективніше, швидше, економніше», Ольга Костишина, Юридична газета [12]
- «Нова філософія Регламенту ICAC – це максимальні можливості для захисту прав бізнесу», Микола Селівон, Юридична газета [13]
- «Надати норму», Тетяна Захарченко та Ольга Костишина, Юридична практика [14]
- «Арбітражні застереження: як не потрапити в пастку», Володимир Нагнибіда, Юридична газета [15]
- «Досвід – найкращий вчитель. Аналіз застосування нового Регламенту ICAC», Ольга Костишина, Юридична газета [16]
- Збірка статей та звітів, присвячених 25-річчю діяльності ІСАС та розвитку міжнародного комерційного арбітражу в Україні [17]
- Матеріали III Міжнародних арбітражних читань пам’яті Побірченка І.Г. (листопад 2015 року) [18]
- Матеріали II Міжнародних арбітражних читань пам’яті Побірченка І.Г. (листопад 2014 року) [19]
- Матеріали I Міжнародних арбітражних читань пам’яті Побірченка І.Г. (листопад 2013 року) [20]